# 12 22
12_22 es el noveno álbum de estudio del grupo de rock ruso Kinó y el segundo desde su reunificación en 2019. Fue lanzado digitalmente el 22 de diciembre de 2022. Contiene varias canciones anteriores del grupo que fueron grabadas desde 2012 hasta 2022. De estas dos fechas se origina el nombre del álbum.

## Historia
En el álbum existe una canción original llamada Атаман (Atamán) grabada por Viktor Tsoi antes de su muerte. Fue la última canción alguna vez grabada por el grupo y fue la única canción que fue eliminada del casete que fue usado para el álbum negro del grupo. La grabación estuvo a manos de Natalia Razlogova durante 20 años hasta su publicación como sencillo en 2012.
El grupo presentó algunas de las canciones en su canal de Youtube antes del lanzamiento del álbum como proyectos de la reunificación de este. Todos los videos y el álbum fueron grabados en el estudio Doborolet en San Petersburgo.
La idea del álbum fue de Alexander Tsoi, Hijo de Viktor Tsoi, el cual dijo: "Todo empezó en 2012 con la grabación de la canción "Atamán". Ahí, por primera vez desde la muerte de Viktor Tsoi, los músicos se reunieron para trabajar en la música de Kinó. Este fue el primer paso para devolverle la vida a la banda en 2021 con la ayuda de la tecnología moderna y las artes escénicas. (...) Mientras el equipo trabajaba en el proyecto, muchas de las canciones fueron regrabadas en el estudio con un equipo moderno. Quizá ya hayan escuchado algunas en nuestros videos. Ahora estamos sumando toda esta década de trabajo."
También añadió "Especialmente para este álbum, los músicos reescribieron las canciones "General" (Генерал) y "Pinos en la costa" (Сосны на морском берегу). Esta última siendo grabada por primera vez por los miembros del grupo. Anteriormente a eso sólo se había completado una grabación demo que un extraño terminó" Con esto último refiriéndose al álbum negro.
Las canciones "El ultimo héroe" (Последний герой) y "El perezoso" (Бездельник) fueron grabadas para un video que nunca se publicó y las últimas dos canciones del álbum son grabaciones en vivo que el grupo encontró exitosas.

## Pistas
| N.º   | Título                          | Álbum de origen         | Duración |  |
| 1.    | «Нам с тобой»                   | Kinó (álbum)            | 4:52     |  |
| 2.    | «Мама, мы все тяжело больны»    | Gruppa krovi            | 3:55     |  |
| 3.    | «Троллейбус»                    | Nachalnik Kamchatka     | 2:48     |  |
| 4.    | «Сосны на морском берегу»       | Kinó (álbum)            | 4:24     |  |
| 5.    | «Закрой за мной дверь»          |                         | 3:24     |  |
| 6.    | «Попробуй спеть вместе со мной» | Gruppa krovi            | 4:33     |  |
| 7.    | «Место для шага вперед»         | Zvezda po imeni Solntse | 3:38     |  |
| 8.    | «Когда твоя девушка больна»     | Kinó (álbum)            | 4:04     |  |
| 9.    | «Атаман»                        |                         | 4:11     |  |
| 10.   | «Это не любовь»                 | Eto ne lyubov...        | 3:23     |  |
| 11.   | «Бездельник»                    | 45                      | 3:03     |  |
| 12.   | «Музыка волн»                   | 46                      | 4:18     |  |
| 13.   | «Генерал»                       | 46                      | 3:31     |  |
| 14.   | «Я объявляю свой дом»           | Eto ne lyubov...        | 2:17     |  |
| 15.   | «Саша»                          | 46                      | 3:26     |  |
| 16.   | «Последний герой»               | Nachalnik Kamchatka     | 3:06     |  |
| 17.   | «Кукушка (Live)»                | Kinó (álbum)            | 6:42     |  |
| 18.   | «Следи за собой (Live)»         | Kinó (álbum)            | 4:51     |  |
| 70:26 |                                 |                         |          |  |

## Músicos

### Grupo Kinó[3]
- Viktor Tsoi - Vocales (Grabaciones)
- Yuri Kasparyan - Guitarra eléctrica
- Igot Tikhomirov - Bajo
- Alexander Titov - Bajo
- Georgy Guryanov - Batería (Pista 9)

### Músicos de sesión
- Dimitry Kezhatov - Guitarra acústica
- Oleg Shuntsov - Batería

### Invitados
- Igor Vdovin - Teclado
- Alexander Dubovoy - Piano (Pista 5)
- Roman Parygin - Trompeta (Pista 7)
- Gulya Naumova, Natalia Nazarova, Alexei Gusarov - Trío de cuerdas (Pista 8)

### Producción
- Alexander Tsoi